# 京成八幡站
京成八幡站（日语：／ Keisei-yawata eki */?）是位於日本千葉縣市川市八幡，屬於京成電鐵本線的鐵路車站。車站編號是KS16。旅客資訊原採用省略京成二字的「八幡」，但車站翻新後的新站名牌等站內標示則改為「京成八幡」。

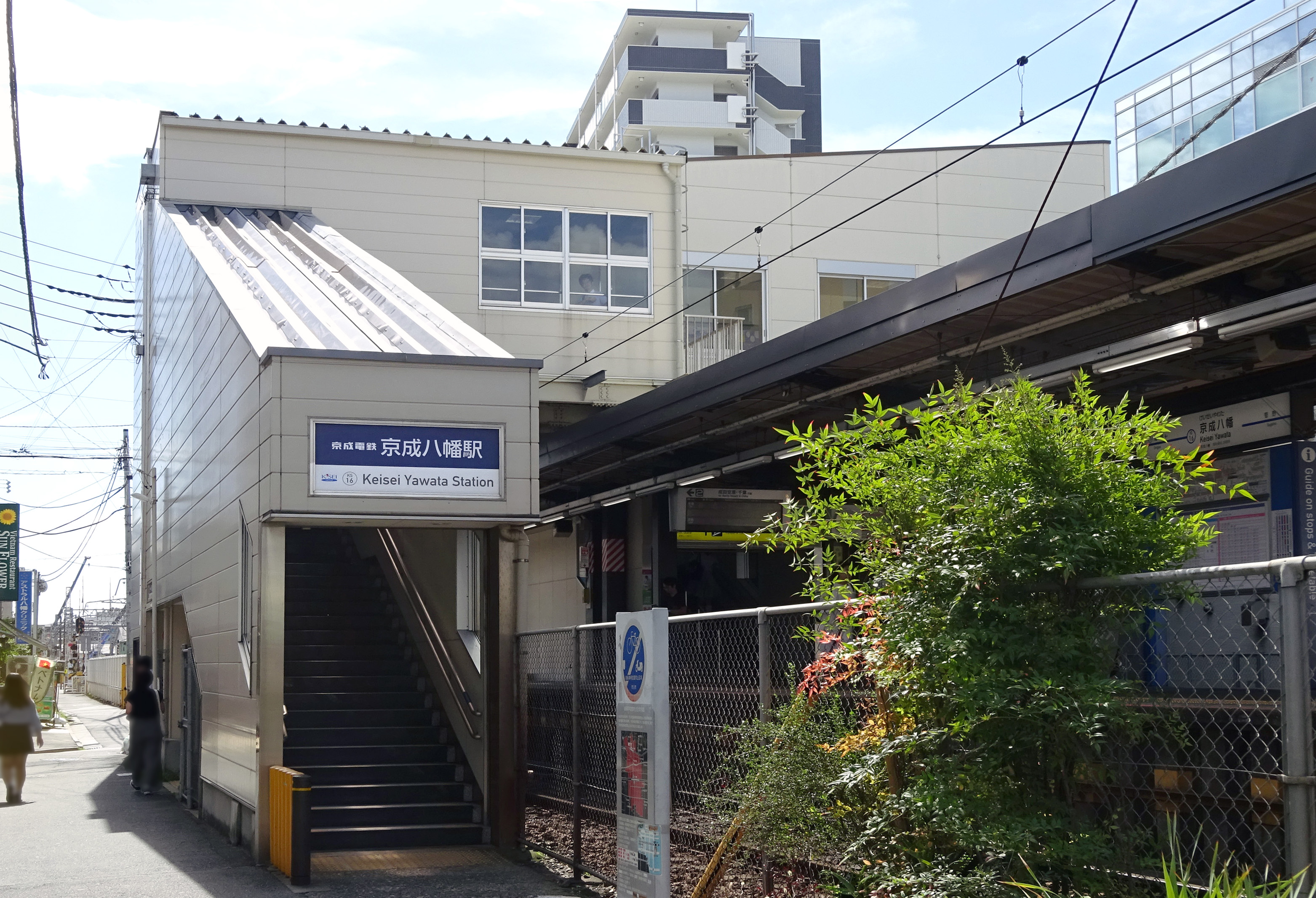
北口（2018年9月）

## 歷史
- 1915年（大正4年）11月3日：京成電氣軌道新八幡站開業。而八幡站則於同日在靠近鬼越一側的葛飾八幡宮（日语：葛飾八幡宮）附近開業。
- 1942年（昭和17年）8月15日：廢除八幡站，與本站合併。
- 1942年（昭和17年）11月1日：本站改稱為京成八幡站。
- 1963年（昭和38年）9月：市川京成百貨開幕。
- 1984年（昭和59年）：市川京成百貨改由京成store（日语：京成ストア）管理。
- 2007年（平成19年）3月：為配合JR本八幡站北口重建工程，市川京成百貨關閉大部分樓層，剩下地面層繼續營業。
- 2010年（平成22年）2月28日：市川京成百貨地面層關閉，開始拆除車站大樓。
- 2013年（平成25年）9月：京成電鐵本社入駐。

著名小說家永井荷風晚年曾居住本站附近。站前商店街因此以「荷風的散步道」字樣的旗幟作裝飾。而荷風經常光顧的日本料理店大黑家及澡堂至今也繼續營業。

## 車站結構
本站是島式月台1面2線的地面車站，並設有跨站式站房。南口透過空中通道與京成電鐵本社相連。車站兩側的平交道被稱為「打不開的平交道」。電扶梯位於連通付費區內大廳與月台上野側，電梯連通北口出入口與付費區外大廳。廁所在付費區內大廳（階梯旁），付費區外則有FamilyMart。

### 月台配置
| 月台 | 路線     | 方向 | 目的地                                     |
| ---- | -------- | ---- | ------------------------------------------ |
| 1    | 京成本線 | 上行 | 日暮里、上野、押上、 淺草線、 京急本線方向 |
| 2    | 京成本線 | 下行 | 船橋、千葉、成田機場方向                   |

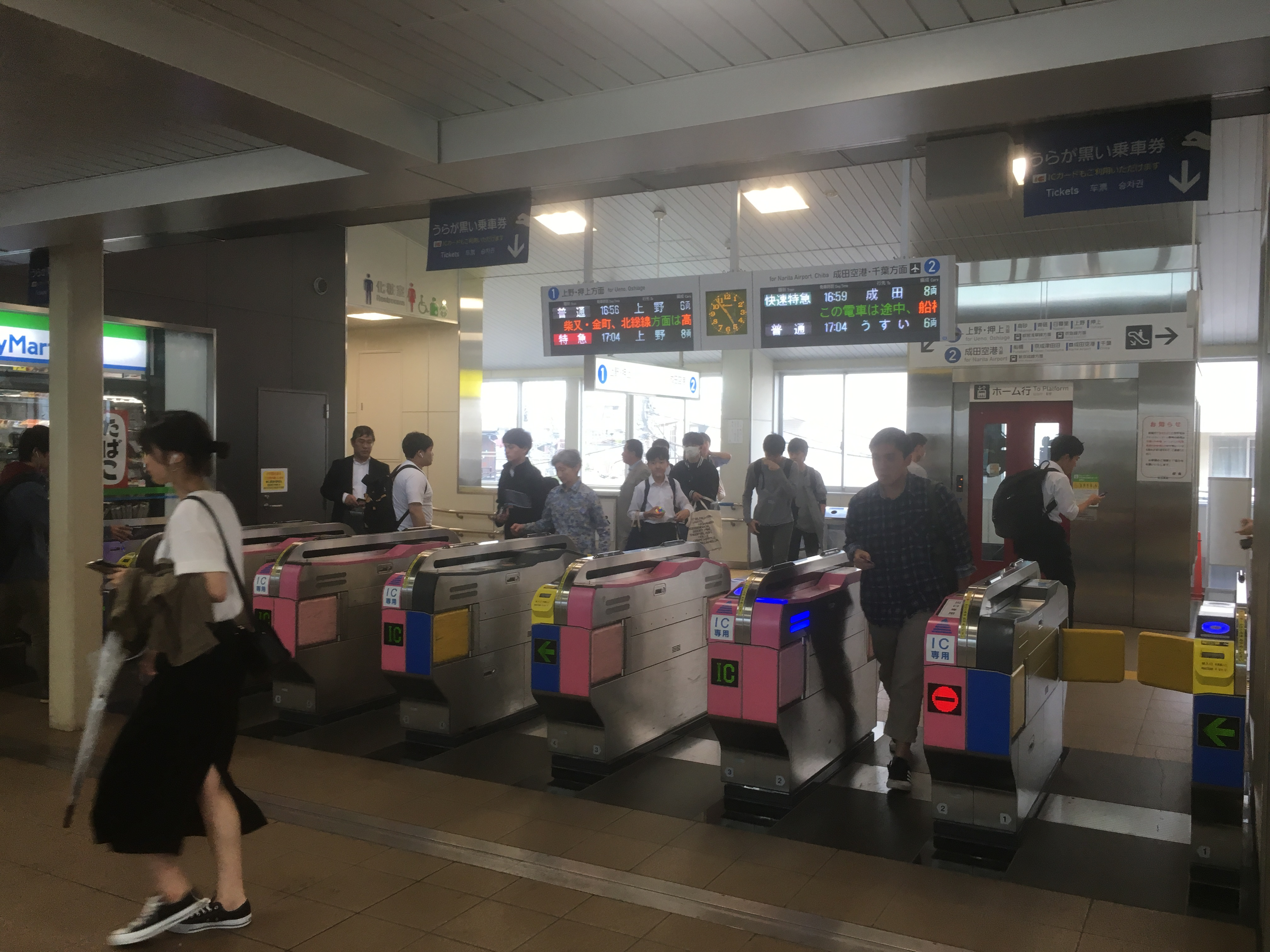
驗票閘口（2019年5月）
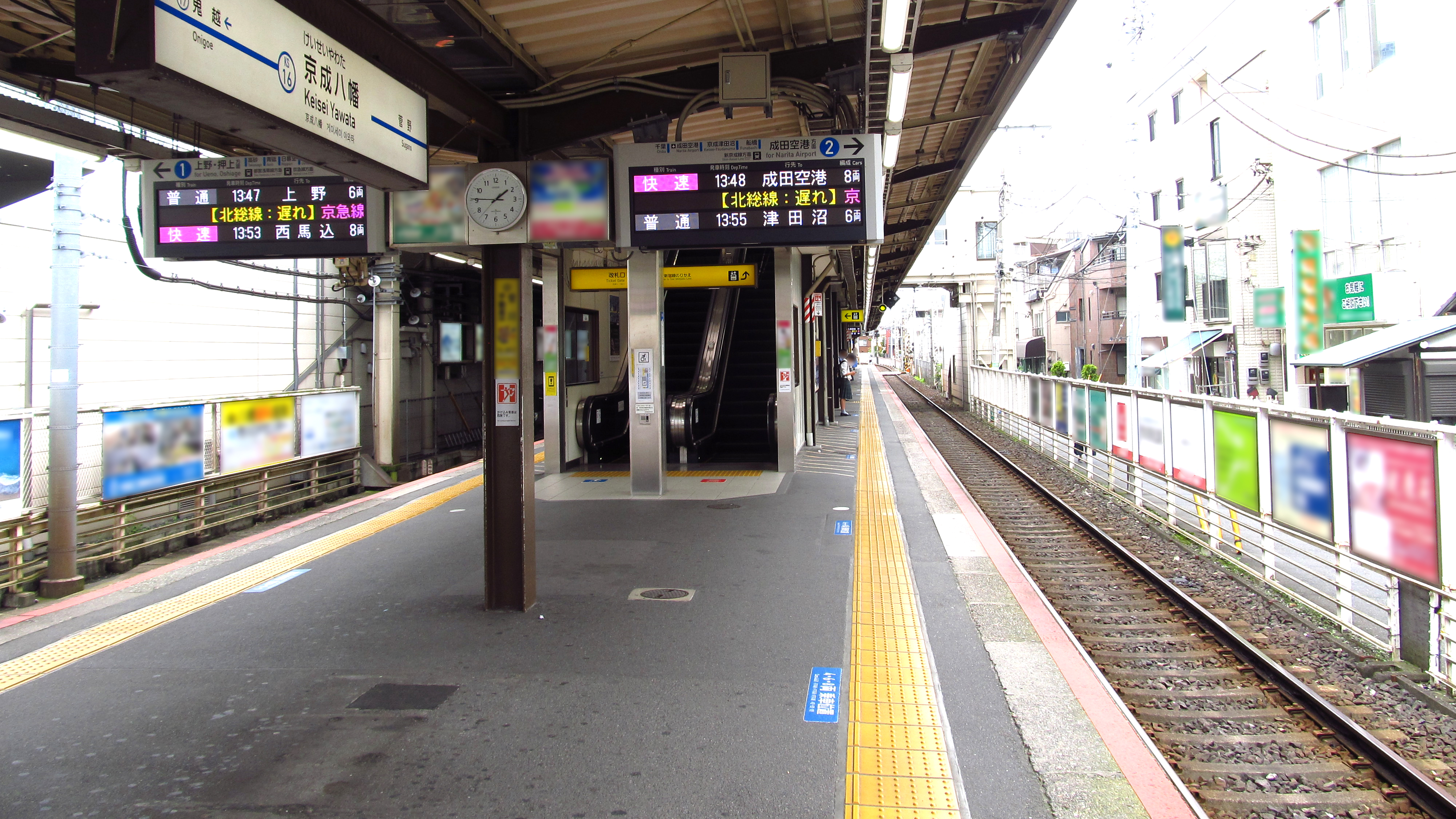
月台（2020年7月）
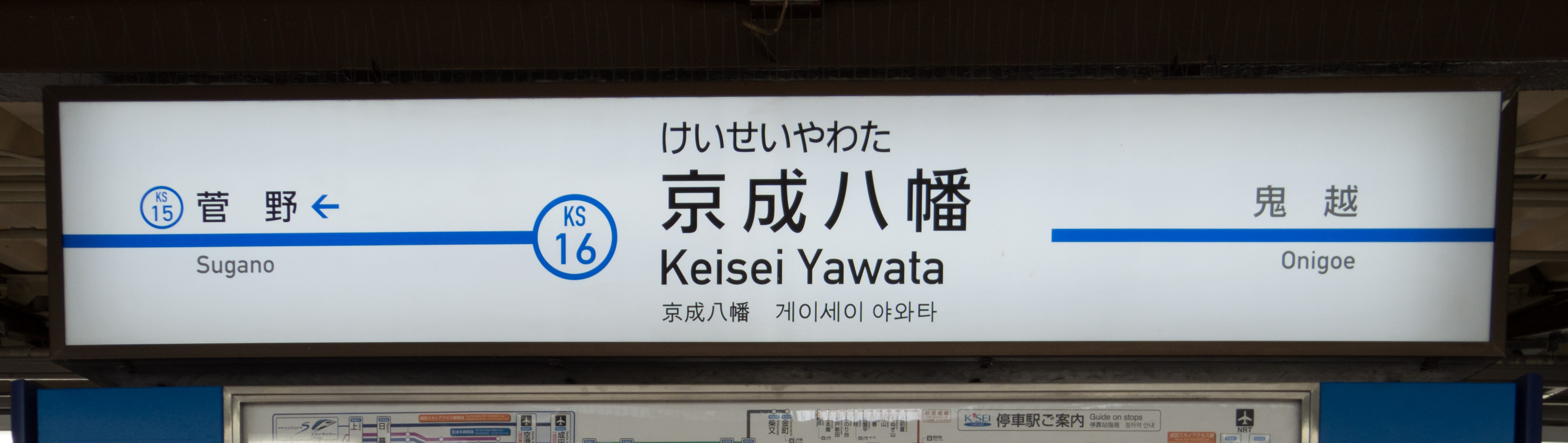
1號月台站名牌（2015年4月）

## 使用情況
2016年度1日平均上下車人次為34,587人。京成線內69個車站當中排行第12位。
近年1日平均上下、上車人次推移如下表。
| 年度               | 1日平均 上下車人次 | 1日平均 上下車人次 | 1日平均 上車人次 | 1日平均 上車人次 |
| ------------------ | ------------------ | ------------------ | ---------------- | ---------------- |
| 1998年（平成10年） |                    |                    | 17,358           | [ 5 ]            |
| 1999年（平成11年） |                    |                    | 16,904           | [ 6 ]            |
| 2000年（平成12年） |                    |                    | 16,630           | [ 7 ]            |
| 2001年（平成13年） |                    |                    | 16,359           | [ 8 ]            |
| 2002年（平成14年） |                    |                    | 16,075           | [ 9 ]            |
| 2003年（平成15年） | 31,639             | [ 10 ]             | 15,673           | [ 11 ]           |
| 2004年（平成16年） | 31,526             | [ 12 ]             | 15,620           | [ 13 ]           |
| 2005年（平成17年） | 31,736             | [ 14 ]             | 15,712           | [ 15 ]           |
| 2006年（平成18年） | 31,881             | [ 16 ]             | 15,779           | [ 17 ]           |
| 2007年（平成19年） | 31,817             | [ 18 ]             | 15,693           | [ 19 ]           |
| 2008年（平成20年） | 32,172             | [ 20 ]             | 15,859           | [ 21 ]           |
| 2009年（平成21年） | 32,074             | [ 22 ]             | 15,815           | [ 23 ]           |
| 2010年（平成22年） | 31,555             | [ 24 ]             | 15,551           | [ 25 ]           |
| 2011年（平成23年） | 30,361             | [ 26 ]             | 14,950           | [ 27 ]           |
| 2012年（平成24年） | 31,336             | [ 28 ]             | 15,422           | [ 29 ]           |
| 2013年（平成25年） | 32,192             | [ 30 ]             | 15,871           | [ 31 ]           |
| 2014年（平成26年） | 32,322             | [ 32 ]             | 15,957           | [ 33 ]           |
| 2015年（平成27年） | 33,275             | [ 2 ]              |                  |                  |
| 2016年（平成28年） | 34,587             | [ 2 ]              |                  |                  |

## 車站周邊
本站南口旁有地下通道往東京都交通局（都營地下鐵）新宿線本八幡站。另外，從都營新宿線通道或地面步行五分鐘左右可至東日本旅客鐵道（JR東日本）總武線（各站停車）本八幡站。
南口原有京成百貨店入駐的車站大樓，但隨著本八幡站北口再開發事業與建物老化於2007年3月關閉2 - 4樓，1樓的LIVRE京成也在2010年2月28日閉店。之後改建為超高層公寓與辦公大樓、商業設施。2013年9月17日，京成電鐵本社從押上地區遷入改建後的辦公大樓。
本站亦有交通立體化的計畫。

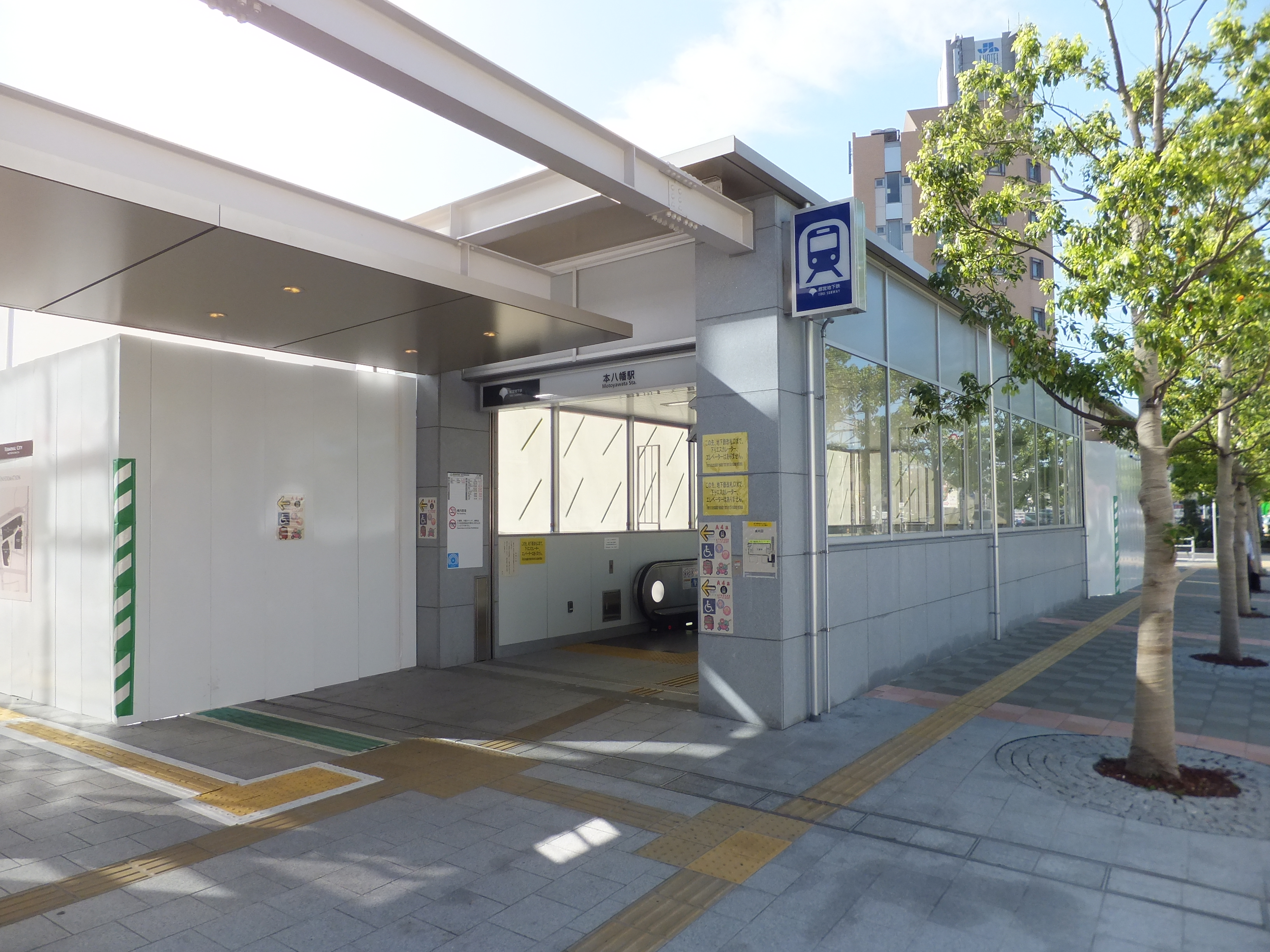
作為本站連絡口的都營新宿線本八幡站A6出入口
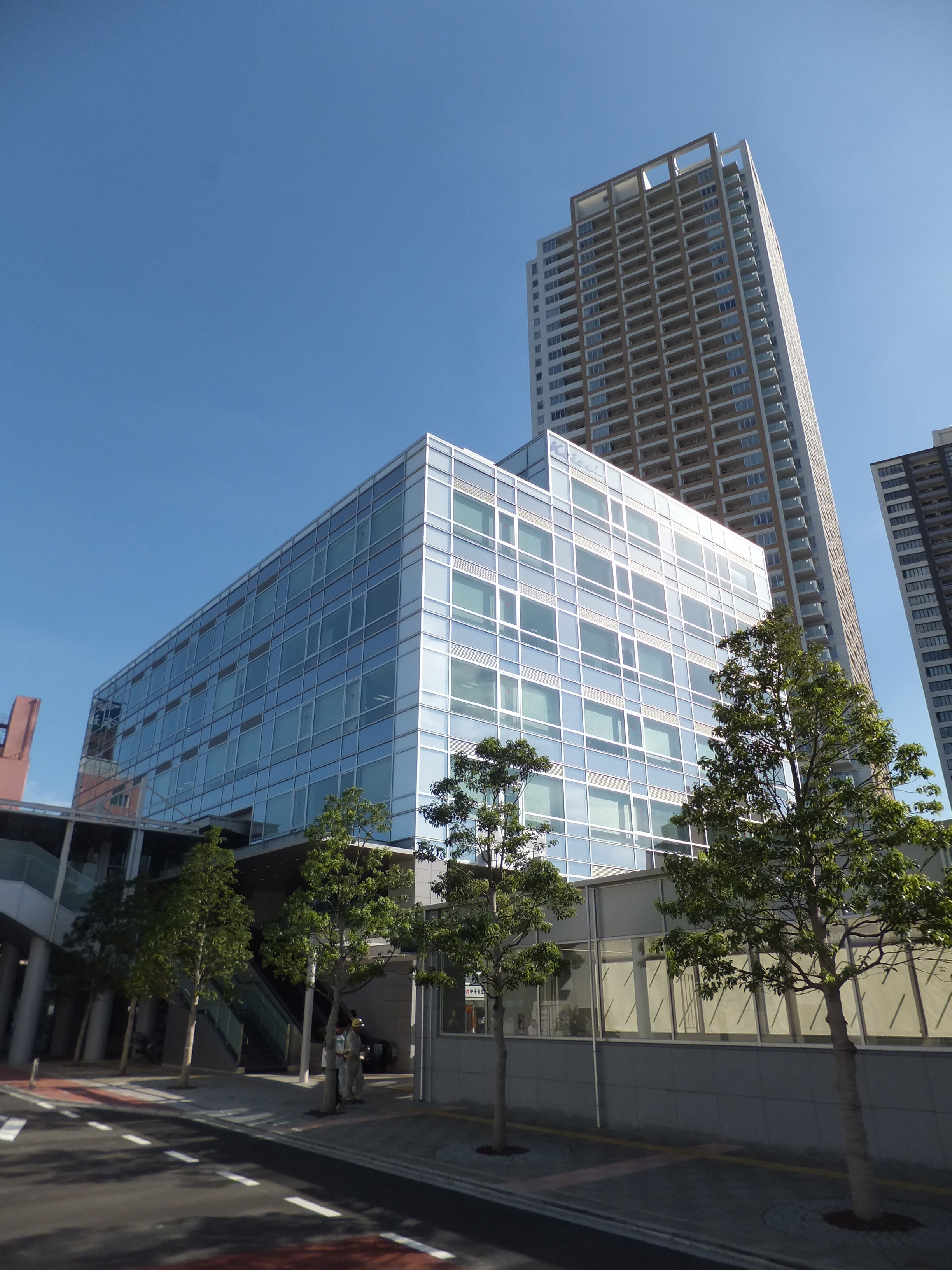
京成電鉄新本社大樓與超高層公寓Grand Terminal Tower本八幡（2013年9月）

### 周邊設施
- 本八幡站 - 1935年（昭和10年）開業。
  - 東日本旅客鐵道（JR東日本）總武線各站停車
  - 東京都交通局（都營地下鐵）新宿線
- 市川市役所（日语：市川市役所） - 最近車站
- 市川市民會館
- 葛飾八幡宮（日语：葛飾八幡宮）
- 八幡不知藪（日语：八幡の藪知らず）
- 北八幡郵便局
- 市川郵便局（日语：市川郵便局 (千葉県)）（郵貯銀行市川店） - 本站與菅野站中間。
- 不二女子高等學学校（日语：不二女子高等学校）

### 巴士路線
以下路線皆由京成巴士運行。
| 系統                               | 主要行經地                                         | 目的地         | 備註                     |
| ---------------------------------- | -------------------------------------------------- | -------------- | ------------------------ |
| 本11                               | 市川學園、姫宮團地入口、大野町三丁目               | 醫療中心入口   | 往姫宮團地入口有深夜巴士 |
| 本12                               | 市川學園、姫宮團地入口、大野町三丁目、醫療福祉中心 | 醫療中心入口   | 僅平日                   |
| 本13                               | 市川學園、姫宮團地入口、市川大野站、大野町三丁目   | 醫療中心入口   |                          |
| 本14                               | 市川學園、姫宮團地入口、市川大野站、市營靈園       | 市川營業所     |                          |
| 本15                               | 市川學園、姫宮團地入口、市川大野站                 | 動植物園       | 僅周六日                 |
| 本16                               |                                                    | 市川學園正門前 |                          |
| 本31                               | 昭和學院、高塚入口、高塚                           | 東松戶站       | 往高塚有深夜巴士         |
| 本32                               | 昭和學院、高塚入口、市川大野站                     | 大町站         |                          |
| 本33                               | 昭和學院、高塚入口、市川大野站、大町站             | 市川營業所     | 僅平日                   |
| 本36                               | 昭和學院、高塚入口、市川大野站、殿台入口           | 高塚           |                          |
| 市63                               | 昭和學院、市川綜合醫院、市川真間站                 | 市川站         |                          |
| 本11 - 本16 本31 - 本33 本36、市63 |                                                    | 本八幡站       |                          |

## 相鄰車站
京成電鐵
 本線
■快速特急、■特急、■通勤特急
京成高砂（KS10）－京成八幡（KS16）－京成船橋（KS22）
■快速
京成小岩（KS11）－京成八幡（KS16）－東中山（KS19）
■普通
菅野（KS15）－京成八幡（KS16）－鬼越（KS17）
※「快速」的定期班次只有每天早上1班。

## 外部連結
- 京成八幡｜電車與車站資訊｜京成電鐵
- 京成八幡站PDF - 京成電鐵